# Baudette
Baudette is een plaats (city) in de Amerikaanse staat Minnesota, en valt bestuurlijk gezien onder Lake of the Woods County.

## Demografie
Bij de volkstelling in 2000 werd het aantal inwoners vastgesteld op 1104.
In 2006 schatte het United States Census Bureau het aantal inwoners op 1004, een daling van 100 (-9,1%).

## Geografie
Volgens het United States Census Bureau beslaat de plaats een oppervlakte van
9,7 km², waarvan 8,6 km² land en 1,1 km² water. Baudette ligt op ongeveer 331 m boven zeeniveau.

## Plaatsen in de nabije omgeving
De onderstaande figuur toont nabijgelegen plaatsen in een straal van 68 km rond Baudette.